# Tobin Bell
Tobin Bell, pseudonimo di Joseph Tobin (New York, 7 agosto 1942), è un attore statunitense, noto per il ruolo di John Kramer nella serie di film di Saw.

## Biografia
L’attore è figlio di Eileen Julia Bell Tobin, attrice di origini inglesi, e Joseph Henry Tobin Sr., fondatore della stazione radio WJDA di Quincy, nel 1947, nonché candidato sindaco a Gloversville, New York, Joseph Henry Jr. è cresciuto in Massachusetts, ha studiato presso la Boston University ed ha effettuato la sua formazione presso l'Actors Studio di New York con Lee Strasberg. Ha una sorella ed un fratello.
Bell interpreta spesso il ruolo del cattivo e del serial killer: era infatti il sicario nel film Il socio di Sydney Pollack e Unabomber nel film TV Unabomber: The True Story; la notorietà a livello mondiale giunge con il ruolo di Jigsaw (l'enigmista), un serial killer che vuole far apprezzare agli altri il valore della vita per mezzo di "giochi", nel film Saw - L'enigmista e nei successivi, Saw II - La soluzione dell'enigma, Saw III - L'enigma senza fine, Saw IV, Saw V, Saw VI, Saw 3D - Il capitolo finale, Saw Legacy e Saw X. Doppia anche la voce di Billy il Pupazzo. Ha ricevuto, nel 2006, una nomination per il "Miglior cattivo" negli MTV Movie Awards e un premio nella stessa categoria ai Fangoria Chainsaw Awards.
Bell ha partecipato come guest star in alcune serie televisive popolari, come Seinfeld, Nikita, The X-Files, Stargate SG-1, Streghe, Alias, West Wing - Tutti gli uomini del Presidente, I Soprano, NYPD Blue e 24. Inoltre è possibile riconoscerlo per pochi secondi nella seconda puntata della prima serie di E.R. - Medici in prima linea.

## Filmografia parziale

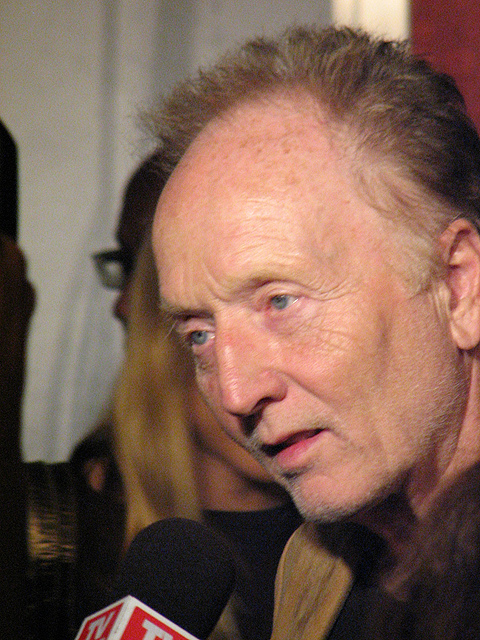
Tobin Bell alla prima di Saw 3D - Il capitolo finale (2010)

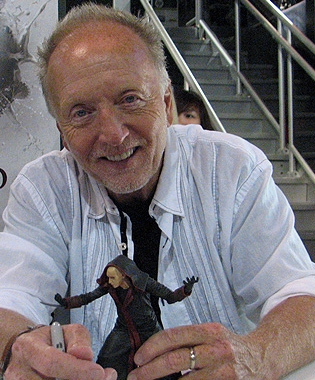
Tobin bell con una statuetta di John Kramer al San Diego Comic-Con 2010

### Attore

#### Cinema
- La scelta di Sophie (Sophie's Choice), regia di Alan J. Pakula (1982)
- Tootsie, regia di Sydney Pollack (1982) - non accreditato
- Mississippi Burning - Le radici dell'odio (Mississippi Burning), regia di Alan Parker (1988)
- Un uomo innocente (An Innocent Man), regia di Peter Yates (1989)
- Identità sepolta (False Identity), regia di James Keach (1990)
- Quei bravi ragazzi (Goodfellas), regia di Martin Scorsese (1990)
- Ruby - Il terzo uomo a Dallas (Ruby), regia di John Mackenzie (1992)
- Limite estremo (Boiling Point), regia di James B. Harris (1993)
- Il socio (The Firm), regia di Sydney Pollack (1993)
- Nel centro del mirino (In the Line of Fire), regia di Wolfgang Petersen (1993)
- Malice - Il sospetto (Malice), regia di Harold Becker (1993)
- Pronti a morire (The Quick and the Dead), regia di Sam Raimi (1995)
- Serial Killer, regia di Pierre David (1995)
- Una brutta indagine per l'ispettore Brown (Brown's Requiem), regia di Jason Freeland (1998)
- Best of the Best 4: Without Warning, regia di Phillip Rhee (1998)
- Overnight Delivery, regia di Jason Bloom (1998)
- Il mistero del quarto piano (The 4th floor), regia di Josh Klausner (1999)
- Black Mask 2 (Black Mask 2: City of Masks), regia di Tsui Hark (2002)
- Saw - L'enigmista (Saw), regia di James Wan (2004)
- Saw II - La soluzione dell'enigma (Saw II), regia di Darren Lynn Bousman (2005)
- Saw III - L'enigma senza fine (Saw III), regia di Darren Lynn Bousman (2006)
- Buried Alive, regia di Robert Kurtzman (2007)
- R. L. Stine: I racconti del brivido - Non ci pensare! (The Haunting Hour: Don't Think About It), regia di Alex Zamm (2007)
- Decoys 2: seduzione aliena (Decoys 2: Alien Seduction), regia di Jeffery Scott Lando (2007)
- Saw IV, regia di Darren Lynn Bousman (2007)
- Boogeyman 2 - Il ritorno dell'uomo nero (Boogeyman 2), regia di Jeff Betancourt (2007)
- Saw V, regia di David Hackl (2008)
- Saw VI, regia di Kevin Greutert (2009)
- Saw 3D - Il capitolo finale (Saw 3D), regia di Kevin Greutert (2010)
- Dark House, regia di Victor Salva (2014)
- Manson Family Vacation, regia di J. Davis (2015)
- 12 Feet Deep, regia di Matt Eskandari (2017)
- Saw: Legacy (Jigsaw), regia di Michael e Peter Spierig (2017)
- Caccia al killer: Monster (Aileen Wuornos: American Boogeywoman), regia di Daniel Farrands (2021)
- Saw X, regia di Kevin Greutert (2023)

#### Televisione
- Testimone d'accusa (Perfect Witness), regia di Robert Mandel – film TV (1989)
- Donna d'onore (Vendetta: Secrets of a Mafia Bride), regia di Stuart Margolin – miniserie TV (1990)
- Seinfeld – serie TV, episodio 4x18 (1993)
- Gli immortali (Deep Red), regia di Craig R. Baxley – film TV (1994)
- E.R. - Medici in prima linea (ER) – serie TV, episodio 1x02 (1994)
- NYPD - New York Police Department (NYPD Blue) – serie TV, episodi 1x06-3x22 (1993-1996)
- Nikita (La Femme Nikita) – serie TV, episodio 1x06 (1997)
- Stargate SG-1 – serie TV, episodio 1x17 (1998)
- Walker Texas Ranger - serie TV, episodi 6x25-7x01 (1998)
- Jarod il camaleonte (The Pretender) – serie TV, episodio 4x01 (1999)
- X-Files (The X-Files) – serie TV, episodio 7x18 (2000)
- I Soprano (The Sopranos) – serie TV, episodio 3x13 (2001)
- Alias – serie TV, episodi 1x08-1x09 (2001)
- Streghe (Charmed) – serie TV, episodio 5x05 (2002)
- West Wing - Tutti gli uomini del Presidente (The West Wing) - serie TV, episodio 4x08 (2002)
- 24 – serie TV, 4 episodi (2002-2003)
- Revelations – miniserie TV, 5 puntate (2005)
- Wilfred – serie TV, episodio 4x10 (2014)
- Criminal Minds – serie TV, episodio 9x20 (2014)
- Non si gioca con morte (Finders Keepers), regia di Alexander Yellen – film TV (2014)
- The Sandman, regia di Peter Sullivan – film TV (2017)

### Doppiatore
- La strada per El Dorado (2000)
- The Flash, serie TV, 13 episodi (2016-2017)

## Premi
- 2006, nomination per il "Miglior cattivo" negli MTV Movie Awards e un premio nella stessa categoria ai Fuse Fangoria Chainsaw Awards per Saw II - La soluzione dell'enigma
- 2007, nomination per il "Miglior cattivo" negli MTV Movie Awards per Saw III - L'enigma senza fine

## Doppiatori italiani
Nelle versioni in italiano delle opere in cui ha recitato, Tobin Bell è stato doppiato da:
- Alessandro Rossi in Saw - L'enigmista, Saw II - La soluzione dell'enigma, Saw III - L'enigma senza fine, Saw IV, Saw V, Saw VI, Saw 3D - Il capitolo finale, Saw: Legacy, Saw X
- Manlio De Angelis in Ruby - Il terzo uomo a Dallas, Il socio
- Pietro Biondi in Mississippi Burning - Le radici dell'odio
- Romano Ghini in Nel centro del mirino
- Pasquale Anselmo in Malice - Il sospetto
- Dario Penne ne Il fascino dell'inganno
- Gerolamo Alchieri in X-Files
- Franco Chillemi in Pronti a morire
- Ambrogio Colombo in Serial Killer
- Natalino Libralesso in Walker Texas Ranger
- Gabriele Carrara ne Il mistero del quarto piano
- Luca Biagini ne I Soprano
- Bruno Alessandro in 24
- Sergio Di Giulio in Alias
- Massimo Lodolo in Revelations
- Luciano De Ambrosis in Criminal Minds
- Vladimiro Conti in Buried Alive
- Michele Gammino in Boogeyman 2 - Il ritorno dell'uomo nero
- Paolo Buglioni in Wilfred
- Carlo Valli in MacGyver
- Pierluigi Astore in Caccia al killer: Monster
- Diego Reggente ne Il fascino dell'inganno (ridoppiaggio)

Da doppiatore è sostituito da:
- Paolo Buglioni in La strada per El Dorado
- Stefano Mondini in The Flash